# Fedro, o Epicurista
Fedro (/ˈfiːdrəs,_ˈfɛdrəs/; em grego:  Φαῖδρος; 138 - 70/69 a.C.) foi um filósofo epicurista. Ele foi o diretor (escolarca) da escola epicurista em Atenas após a morte de Zenão de Sídon por volta de 75 a.C., até sua própria morte em 70 ou 69 a.C. Ele era contemporâneo de Cícero, que se familiarizou com ele em sua juventude em Roma. Durante sua residência em Atenas (80 a.C.), Cícero renovou seu conhecimento com ele. Fedro era, na época, um homem velho e já era uma figura importante da escola epicurista. Ele também estava em termos de amizade com Veleio, a quem Cícero apresenta como defensor dos princípios epicuristas no De Natura Deorum, e especialmente com Ático. Cícero elogia especialmente suas maneiras agradáveis. Ele teve um filho chamado Lisíadas. Fedro foi sucedido por Patro.
Cícero escreveu a Ático solicitando o ensaio Sobre os Deuses (em grego:  Περὶ θεῶν), de Fedro. Cícero usou este trabalho para ajudar na composição do primeiro livro de De Natura Deorum. Ele não apenas desenvolveu seu relato da doutrina epicurista usando-a, mas também o relato das doutrinas dos filósofos anteriores.